# MTV Unplugged - Live in Athens
MTV Unplugged - Live in Athens é o sexto álbum ao vivo, e o segundo acústico, da banda alemã de hard rock e heavy metal Scorpions, publicado em 2013 pelo selo Sony Music. Trata-se do registro dos shows realizados no anfiteatro do Monte Licabeto de Atenas, Grécia, durante os dias 11, 12 e 14 de setembro de 2013.
O show conta com grande parte dos clássicos da banda, mais 5 canções inéditas e algumas que nunca foram performadas ao vivo anteriormente. Além disso, todas as músicas foram performadas pelo grupo em companhia dos músicos suecos Hans Gardemar, Mikael Nord Andersson e Martin Hansen, todos os últimos editores do álbum. Por fim, é o primeiro álbum da série MTV Unplugged a ser gravado em um recinto a céu aberto.
Ressalta-se, ainda, que por conta desse álbum, o Scorpions recebeu duas indicações ao Echo Awards da Alemanha nas categorias melhor grupo nacional de rock  / música alternativa e melhor DVD.

## Faixas
| Disco 1 |                                                                        |         |  |
| N.º     | Título                                                                 | Duração |  |
| 1.      | "Sting in the Tail"                                                    | 4:38    |  |
| 2.      | "Can't Live Without You"                                               | 3:53    |  |
| 3.      | "Pictured Life"                                                        | 3:56    |  |
| 4.      | "Speedy's Coming"                                                      | 4:16    |  |
| 5.      | "Born to Touch Your Feelings" (interpretada ao vivo pela primeira vez) | 6:14    |  |
| 6.      | "The Best Is Yet to Come"                                              | 5:03    |  |
| 7.      | "Dancing with the Moonlight" (canção inédita)                          | 3:58    |  |
| 8.      | "In Trance" (junto a Cäthe)                                            | 4:34    |  |
| 9.      | "When You Came Into My Life" (interpretada ao vivo pela primeira vez)  | 5:04    |  |
| 10.     | "Delicate Dance" (canção inédita - solo de Matthias Jabs)              | 5:10    |  |
| 11.     | "Love is the Answer" (canção inédita - solo de Rudolf Schenker)        | 4:30    |  |
| 12.     | "Follow Your Heart" (canção inédita - solo de Klaus Meine)             | 2:45    |  |

| Disco 2 |                                                                  |         |  |
| N.º     | Título                                                           | Duração |  |
| 13.     | "Send Me an Angel"                                               | 3:57    |  |
| 14.     | "Where the River Flows" (interpretada ao vivo pela primeira vez) | 3:58    |  |
| 15.     | "Passion Rules the Game"                                         | 5:45    |  |
| 16.     | "Rock You Like a Hurricane" (junto a Johannes Strate)            | 4:58    |  |
| 17.     | "Hit Between the Eyes"                                           | 4:45    |  |
| 18.     | "Rock 'n' Roll Band" (canção inédita)                            | 4:32    |  |
| 19.     | "Blackout"                                                       | 4:57    |  |
| 20.     | "Still Loving You"                                               | 3:42    |  |
| 21.     | "Big City Nights"                                                | 4:31    |  |
| 22.     | "Wind of Change" (junto a Morten Harket)                         | 5:31    |  |
| 23.     | "No One Like You"                                                | 4:39    |  |
| 24.     | "When the Smoke Is Going Down"                                   | 3:43    |  |

| Versão em DVD |                                                                        |         |  |
| N.º           | Título                                                                 | Duração |  |
| 1.            | "Sting in the Tail"                                                    | 4:38    |  |
| 2.            | "Can't Live Without You"                                               | 3:53    |  |
| 3.            | "Pictured Life"                                                        | 3:56    |  |
| 4.            | "Speedy's Coming"                                                      | 4:16    |  |
| 5.            | "Born to Touch Your Feelings" (interpretada ao vivo pela primeira vez) | 6:14    |  |
| 6.            | "The Best Is Yet to Come"                                              | 5:03    |  |
| 7.            | "Dancing with the Moonlight" (canção inédita)                          | 3:58    |  |
| 8.            | "In Trance" (junto a Cäthe)                                            | 4:34    |  |
| 9.            | "When You Came Into My Life" (interpretada ao vivo pela primeira vez)  | 5:04    |  |
| 10.           | "Delicate Dance" (canção inédita - solo de Matthias Jabs)              | 5:10    |  |
| 11.           | "Love is the Answer" (canção inédita - solo de Rudolf Schenker)        | 4:30    |  |
| 12.           | "Follow Your Heart" (canção inédita - solo de Klaus Meine)             | 2:45    |  |
| 13.           | "Send Me an Angel"                                                     | 3:57    |  |
| 14.           | "Where the River Flows" (interpretada ao vivo pela primeira vez)       | 3:58    |  |
| 15.           | "Passion Rules the Game"                                               | 5:45    |  |
| 16.           | "Rock You Like a Hurricane" (junto a Johannes Strate)                  | 4:58    |  |
| 17.           | "Hit Between the Eyes"                                                 | 4:45    |  |
| 18.           | "Drum-Athenica Pitti vs James" (solo de bateria e percussão)           | 5:42    |  |
| 19.           | "Rock 'n' Roll Band" (canção inédita)                                  | 4:32    |  |
| 20.           | "Blackout"                                                             | 4:57    |  |
| 21.           | "Still Loving You"                                                     | 3:42    |  |
| 22.           | "Big City Nights"                                                      | 4:31    |  |
| 23.           | "Wind of Change" (junto a Morten Harket)                               | 5:31    |  |
| 24.           | "No One Like You"                                                      | 4:39    |  |
| 25.           | "When the Smoke Is Going Down"                                         | 3:43    |  |